# Thomas Kelly
Thomas J. Kelly (Birmingham, 21 de novembro de 1941) é um geneticista estadunidense.

## Condecorações selecionadas
- 2004 Prêmio Alfred P. Sloan Jr. com Bruce Stillman[1]
- 2010 Prêmio Louisa Gross Horwitz com Bruce Stillman